# 하세가와 노부타메
하세가와 노부타메(일본어: 長谷川 宣以: 1745년 - 1795년 6월 26일[관정 7년 5월 19일])는 에도시대 중기의 하타모토다. 화부도적개방의 장인 화부도적개역(火付盗賊改役) 직을 맡았다. 아명은 테츠사부로(일본어: 銕三郎), 혹은 테츠지로(일본어: 銕次郎). 가독을 상속한 후에는 부친 하세가와 노부오와 마찬가지로 헤이조(일본어: 平蔵)를 통칭으로 삼았다.